# Wahns
Wahns is een plaats en voormalige gemeente in de Duitse deelstaat Thüringen, en maakt deel uit van de Landkreis Schmalkalden-Meiningen.
Wahns telt  inwoners.
Op 1 januari 2019 ging Wahns op in de gemeente Wasungen.